# Dan Piepenbring
Dan Piepenbring (* 1986) ist ein amerikanischer Journalist.
Piepenbring ist beratender Redakteur für die Literaturzeitschrift The Paris Review und Autor für die Website des Magazins The New Yorker.
Anfang 2016 lernte er den Musiker Prince kennen und erklärte sich einverstanden, ihm bei der Erstellung seiner Autobiografie zu unterstützen. Nach dem Tod des Musikers wenige Monate nach dem ersten Treffen führte er das Vorhaben alleine weiter. Die Biografie erschien unter dem Titel The Beautiful Ones im Herbst 2019.

## Publikationen
- The Beautiful Ones: Die unvollendete Autobiografie. - München: Heyne, 2019
- CHAOS: Charles Manson, the CIA, and the Secret History of the Sixties - 2019